# Roy Jans
Roy Jans (Bilzen, 15 de setembro de 1990) é um ciclista belga, membro da equipa Alpecin-Fenix.

## Palmarés
- 2012
- Kattekoers

- 2014
  - 1 etapa da Tropicale Amissa Bongo
  - 2.º no Campeonato de Bégica em Estrada
- Gooikse Pijl

- 2015
  - 1 etapa da Estrela de Bessèges

- 2016
- Prêmio Nacional de Clausura

- 2017
- Grande Prêmio da Villa de Pérenchies

- 2018
  - 1 etapa do Circuito das Ardenas

- 2019
  - 1 etapa do Tour de Antalya

## Equipas
- An Post-Sean Kelly (2012)
- Accent Jobs/Wanty (2013-2016)
  - Accent Jobs-Wanty (2013)
  - Wanty-Groupe Gobert (2014-2016)
- WB Veranclassic Aqua Protect (2017)
- Cibel-Cebon (2018)
- Corendon/Alpecin[1] (2019-)
  - Corendon-Circus (2019)
  - Alpecin-Fenix (2020-)